# Leitebakk
Leitebakk is een plaats in de Noorse gemeente Giske, provincie Møre og Romsdal. De plaats is gelegen op het eiland Godøy. Leitebakk telt 580 inwoners (2007) en heeft een oppervlakte van 0,62 km².